# Kloosterkerk (Assen)
De kloosterkerk, ook wel abdijkerk genoemd, hoorde oorspronkelijk bij het cisterciënzer nonnenklooster Mariënkamp in Assen. In 1276 vermeldt een oorkonde de aanwezigheid van het klooster, maar waarschijnlijk was het al in 1260 in Assen gevestigd.
In 1596 kreeg Willem Lodewijk van Nassau-Dillenburg, stadhouder van Friesland, opdracht van de Staten Generaal om in Drenthe “de reformatie ende Christelijke bestellinge van kerkcken ende schoelen" in te voeren, waarna er geen rooms-katholieke diensten meer mochten worden gehouden.
Na de van hogerhand opgelegde Reformatie kon echter geen gebruik worden gemaakt van de kloosterkerk voor de hervormde kerkdiensten, want in 1601 stortte de toren in, waardoor de kerk zwaar beschadigde en voor gebruik ongeschikt was. Overigens werden de inwoners van Assen – niet meer dan een handjevol – ook geacht in Rolde ter kerke te gaan. Assen behoorde kerkelijk tot het gebied van Rolde.

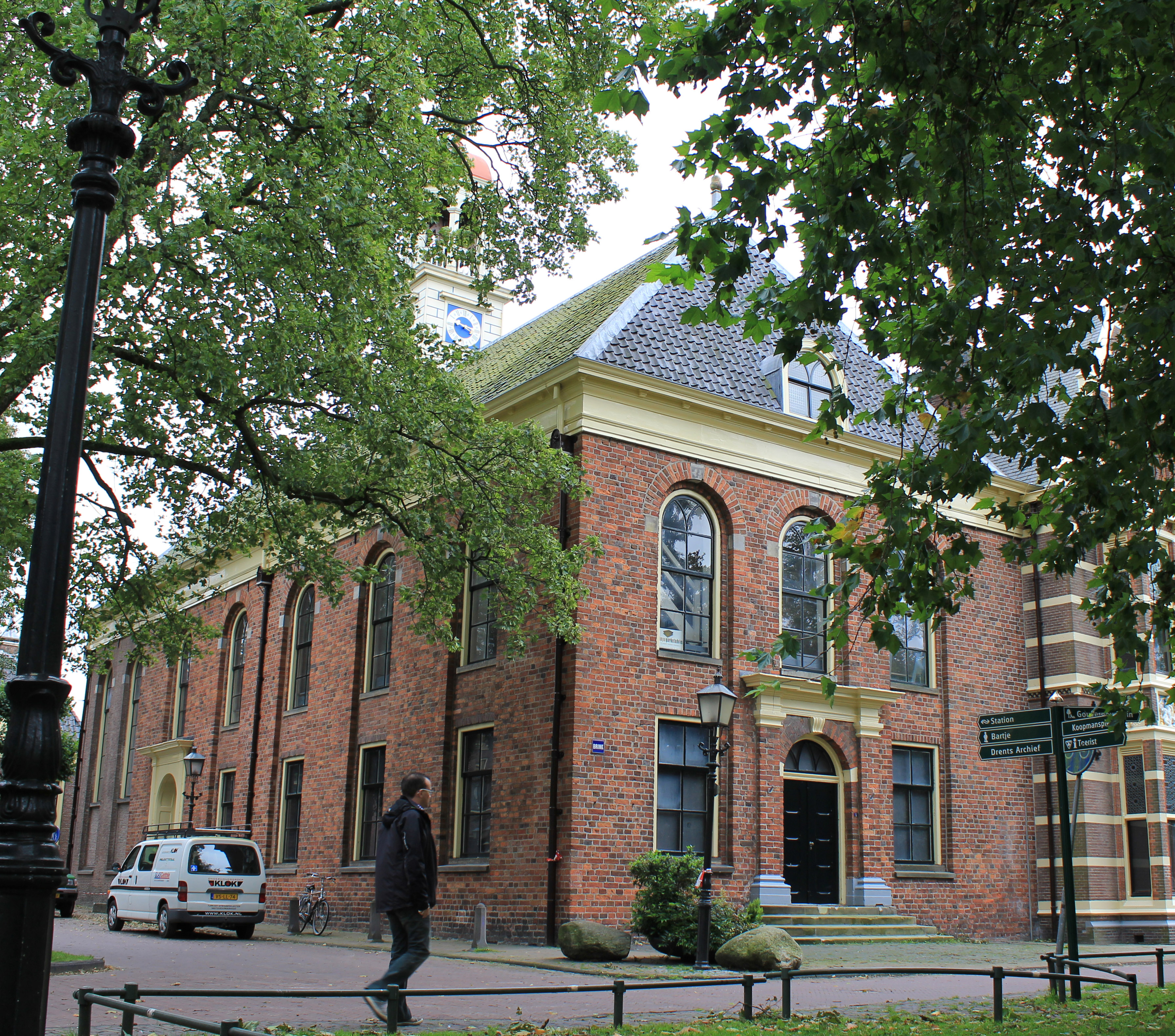
Vooraanzicht van de Kloosterkerk

In 1615 werd Assen een aparte hervormde gemeente, die bij gebrek aan kerkgebouw de kerkdiensten moest houden in een van de andere ruimten van het klooster. Eerst in 1662 werd de kloosterkerk weer opgebouwd. Alleen de middeleeuwse zuidmuur bleef staan, de overige muren zijn opnieuw opgemetseld. De kerk werd met een lengte van 25 meter aanzienlijk kleiner dan de oorspronkelijke kloosterkerk, die zeker 40 meter lang was.
Ruim twee eeuwen heeft de hervormde gemeente van Assen in de kloosterkerk haar diensten gehouden. In 1810 werd in de kerk een galerij gebouwd en in 1817 werd het gebouw aan de oostzijde uitgebreid met een koorsluiting die het gebouw ca. 12 meter langer maakte. Maar door de groei van het inwonertal van Assen werd de kerk definitief te klein. In 1848 werd de nieuwe Grote Kerk aan het kerkplein in gebruik genomen en werd de kloosterkerk voor f 10.000 (ruim € 4.500) aan de gemeente Assen verkocht.
Vanaf 1851 heeft de gemeente Assen de kloosterkerk precies honderd jaar als gemeentehuis gebruikt. Tot 1904 was ook het politiebureau er in ondergebracht. Nadat in 1982 de kerk is gerestaureerd werd het een deel van het Drents Museum.
De toren van de kloosterkerk stond centraal in de ruimtelijke ontwikkeling van Assen in 1780, zoals die door Wolter Hendrik Hofstede werd geïnitieerd. Zowel de Hoofdlaan door het Asserbos als de laatste 1,5 km van de Drentse Hoofdvaart zijn zo getraceerd, dat de assen daarvan precies op de toren van de kloosterkerk zijn gericht. Op de satellietfoto (klik op de coördinaten, rechts naast de titel van dit artikel) is dat nog steeds goed te zien.
Bij de restauratie van de kloosterkerk is de toren opnieuw midden op de kerk geplaatst en voorzien van een luidklok. Hierin is als verwijzing naar de verschillende bestemmingen van het gebouw het volgende randschrift aangebracht:
Ik ben zonder abdis,
nu het boek gesloten is,
en het bestuur is heengegaan,
de muzen toegedaan.